# Monumento Nacional a la Memoria de las Víctimas del Holocausto Judío
El Monumento Nacional a la Memoria de las Víctimas del Holocausto, de los arquitectos Gustavo Nielsen y Sebastián Marsiglia, se encuentra emplazado en Plaza de la Shoá de la Ciudad de Buenos Aires.
El Gobierno de la Nación Argentina dispuso su realización, en el año 2000, en homenaje a la memoria de las víctimas del holocausto judío y la Legislatura de la Ciudad Autónoma de Buenos Aires autorizó su emplazamiento. 
Consiste en un muro de aproximadamente 40 metros de longitud por 4 metros de alto y uno de profundidad, formado por 114 paralelepípedos de hormigón premoldeados, que representan a las víctimas del Atentado a la embajada de Israel en Argentina y a las víctimas del atentado a la AMIA. En cada bloque aparece estampada una huella de algún objeto cotidiano.

La metáfora es la de la memoria impresa en la piedra. Cientos de memorias individuales que arman el avatar colectivo de un pueblo.
Gustavo Nielsen - Sebastián Marsiglia 

El parque se ubicada entre la Avenida del Libertador, el terraplén del Ferrocarril Mitre, la calle Freyre y el viaducto del Ferrocarril San Martín, junto al Paseo de la Infanta.

## Historia
En 1996, el diputado chaqueño Claudio Mendoza (acompañado por Alfredo Bravo, Federico Storani y Graciela Fernández Meijide) logró la sanción por el Congreso de la Nación de la ley 24.636, "para la construcción de un monumento nacional a la memoria de las víctimas del Holocausto judío". De acuerdo a esto, en el año 2000 el Gobierno de la Nación Argentina dispuso la realización de la obra "Monumento Nacional a la Memoria de las Víctimas del Holocausto". Sin embargo, esta ley no se pudo cumplir por múltiples rechazos de diferentes sectores sociales a las localizaciones propuestas  y recién en 2006, la Legislatura de la Ciudad Autónoma de Buenos Aires autorizó su emplazamiento por Ley 2268.

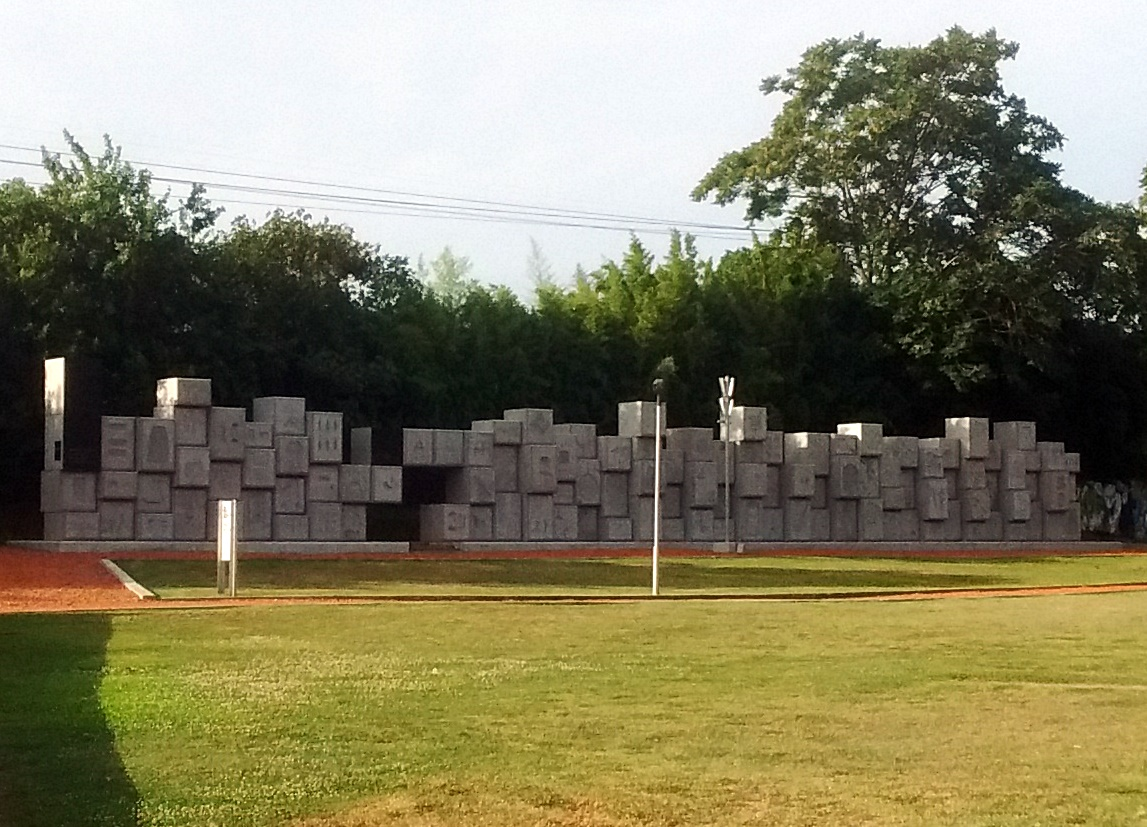
Se encuentra en la Plaza de la Shoá

En 2007, al lugar donde hoy se encuentra emplazado el monumento, se le dio el nombre de Paseo Marcela Brenda Iglesias en reemplazo por el de Paseo de la Infanta, para recordar a una niña fallecida por la caída de una escultura mal emplazada en aquel sitio, pero en 2008, la Legislatura de la ciudad aprobó la ley 2728, ubicando allí el demorado homenaje y dando nombre definitivo al sitio: Plaza de Homenaje a las Víctimas del Holocausto-Shoá. En los fundamentos decía que "se deberá constituir un reconocimiento destinado a perpetuar el homenaje de la sociedad a los mártires de la atroz expresión de la intolerancia y la xenofobia que enlutó a la humanidad en el siglo XX. Un ámbito adecuado para el homenaje, el recuerdo sentido y la reflexión. Por lo tanto esta plaza deberá recibir el tratamiento paisajístico adecuado para lograr tan elevados fines".
La Secretaría de Cultura de la Presidencia de la Nación llamó entonces a concurso para el diseño del monumento. El jurado estuvo integrado por Andrés Duprat (Secretaría de Cultura de la Presidencia de la Nación); Teresa Maffeis (Ministerio de Educación de la Nación); Jaime Grinberg (Universidad de Buenos Aires); Claudio Avruj (Gobierno de la Ciudad de Buenos Aires); Darío Jaraj (DAIA); Yiftah Curiel (Embajada del Estado de Israel en Buenos Aires); y Donata Finckenstein (Embajada de la República Federal de Alemania en Buenos Aires, en representación del embajador Gunter Kniess).
El presupuesto asignado fue de 4,4 millones de pesos, aportados por el Ministerio de Cultura de la Nación  y el gobierno de Buenos Aires edificó la plaza con un costo de dos millones de pesos.
En 2009 se sustanció el concurso internacional, siendo ganado por los arquitectos Gustavo Nielsen y Sebastián Marsiglia entre 70 proyectos, impulsados por las embajadas de Israel y Alemania, el Museo de la Shoá, y los gobiernos mencionados. 
Paralelamente, la destacada paisajista brasileña Rosa Kliass, se ofreció voluntariamente a colaborar con las oficinas de la Ciudad para potenciar el proyecto paisajístico. Pero esto quedó en el olvido: la renovación de la concesión del bajo viaducto ferroviario a una empresa por parte de la Administración de Infraestructura Ferroviaria de la Secretaría de Transportes de la Nación, para explotar un promocionado "polo gastronómico" omitió que el Código de Planeamiento Urbano de la ciudad no admite actividad comercial en el lugar. Según la Doctora en Historia del Arte y en Filosofía y Letras, Sonia Berjman, las autoridades municipales también prescindieron de hacer cumplir ese código, y al respecto, en 2012, decía: las autoridades han decidido parquizar la plaza y admiten de facto la existencia de una serie de locales de comida que ocupan parte del terreno. ¿Pueden estas dos actividades convivir en el mismo espacio? Imposible. La Plaza de la Shoá debe ser un espacio para la reflexión, el recogimiento y el recuerdo, no para comprar la "cajita feliz".
Finalmente, en 2013, se edificó la plaza y en 2014 se puso en marcha el monumento. Entregaron el final de obra el 8 de febrero de 2015, pero la inauguración se retrasó en parte porque la muerte del fiscal de la causa AMIA, Alberto Nisman, hizo que se tensaran las relaciones entre las dos entidades representativas de la colectividad judía (DAIA y AMIA) y el Gobierno nacional.
El 25 de enero de 2016 se llevó a cabo la tradicional ceremonia de encendido de seis velas, una por cada millón de víctimas en los campos de concentración nazis y posteriormente se inauguró el monumento y el “Paseo de los Justos”. El acto estuvo a cargo de la Secretaría de Derechos Humanos y Pluralismo Cultural de la Nación, en el marco del Día Internacional de Conmemoración en Memoria de las Víctimas del Holocausto, junto a ministros, embajadores, funcionarios, representantes del Poder Judicial, sobrevivientes y familiares de las víctimas.

## Descripción

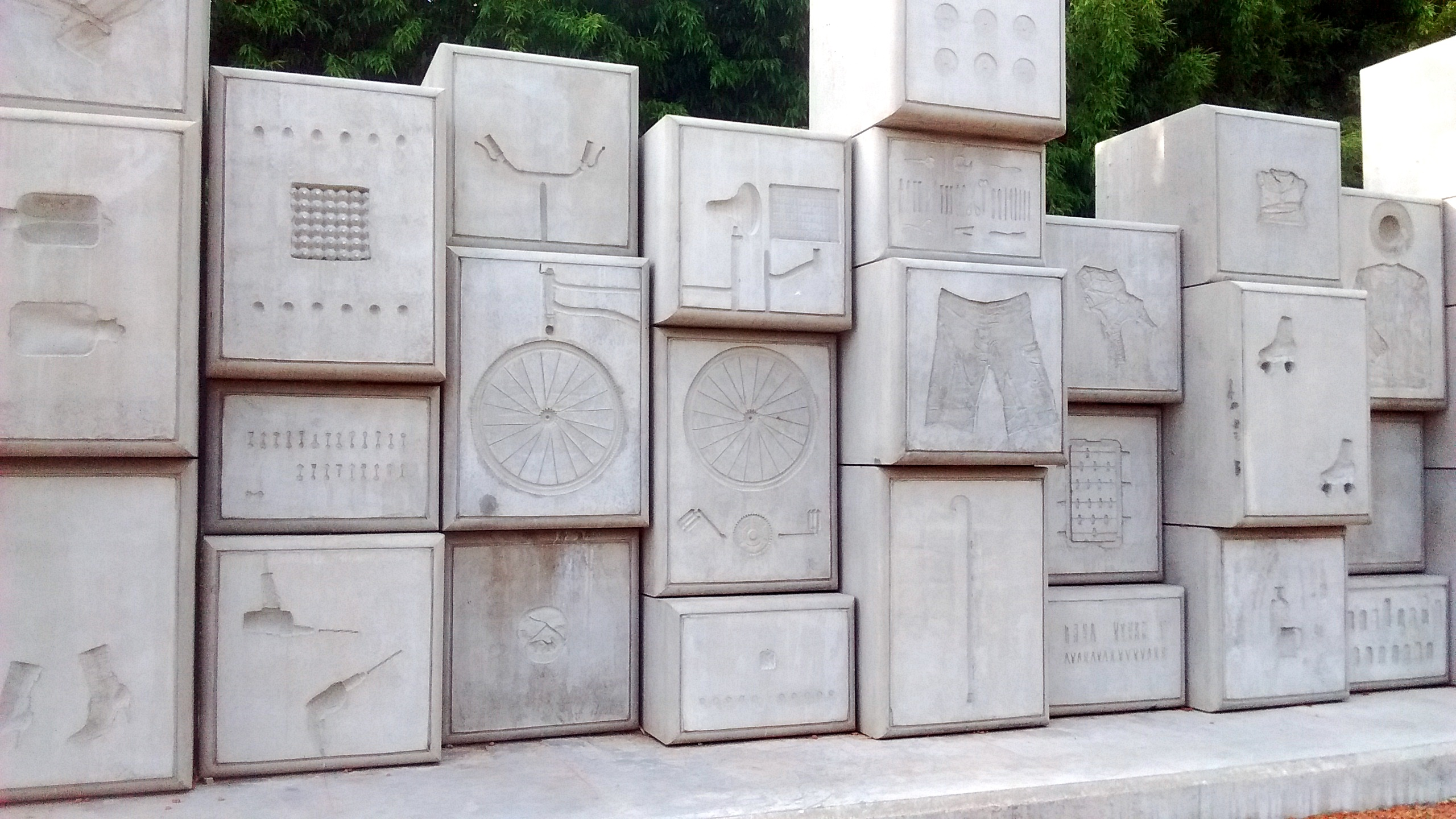
En cada bloque aparece estampado la silueta de algún objeto cotidiano.

La obra consiste en un muro de treinta y nueve metros de largo por una altura máxima de cuatro metros. Está realizado en hormigón y compuesto por 114 cubos en representación del número total de fallecidos en ambos eventos que se cobraron los atentados de la Embajada de Israel y la AMIA. 
En cada bloque aparece estampado en silueta identificable algún objeto como: un delantal de cocina, un vestido de niña, una radio, unos auriculares, una cámara de foto,  paraguas, libros, instrumentos musicales, vajilla, electrodomésticos, un bastón, chupetes, etc.
La idea es enfatizar la ausencia del ser humano a través de dichas huellas impresas de objetos que componen la geografía de la vida humana, como si fuesen fósiles urbanos, en todas sus etapas, que a diario pasan inadvertidas pero que cuando el sujeto ya no está, cobran la fuerza de una presencia.
Para realizar las huellas primero realizaron moldes en caucho siliconado, con el apoyo de diseñadores gráficos, industriales y constructores. Luego el molde se volcó en la piedra y así se fueron imprimiendo las siluetas que dan cuenta de una cultura diezmada durante el nazismo.
El muro da la apariencia de estar incrustado sobre el terraplén del ferrocarril que acompaña la avenida Dorrego con la idea de que no tuviese una posición central sino que indique un recorrido, acomodándose al entorno de la Plaza de la Shoá (ex Paseo de la Infanta).
La parte histórica se encuentra representada por tres cubos negros: uno da nombre al monumento, otro tiene una estrella de David y el tercero tiene inscripto el año de la creación: "2014", según el calendario gregoriano y "5775", según el judío.
La iluminación nocturna es rasante, desde el solado, de manera que la gente, al visitar el monumento por las noche, corta los haces de luz al pasar, provocando sombras humanas sobre las piedras, en una participación involuntaria y espontánea.
La metáfora es la de la memoria impresa en la piedra. Cientos de memorias individuales que arman el avatar colectivo de un pueblo.
Según sus autores, se buscó evitar el registro testimonial, pues "son para las vitrinas de los museos".  La elección de objetos contemporáneos (algunos no existían en su época) tuvo por propósito que la gente pueda captar el mensaje en forma directa y que les llegue enseguida al corazón. Eligieron los objetos que transforman a todos en seres culturales, que pueden hallarse en todas las casas de la Argentina, se sea o no judío. Se buscó que el monumento comunique la desaparición de las cosas normales, pequeñas, que hacen a la construcción de una cultura. Continuando con la explicación, los autores opinaron que cada una de las matanzas orquestadas desde el Estado estuvo montada sobre una idea negativa de la diferencia. Por eso el monumento busca, deliberadamente, trabajar sobre la idea de “no diferencia”: si bien el pueblo judío tiene, como todos, una infinidad de rasgos que lo identifican, a nosotros les pareció más interesante y reparador buscar en este caso los infinitos puntos de unión que hay entre las víctimas de la Shoá y la comunidad internacional que las aloja. La ausencia de esa infinidad de elementos que nos conforman como seres culturales, es la ausencia de la cultura.
Conseguir los objetos a imprimir sobre los bloques llevó seis meses. Muchos fueron donados por la gente que trabajaba con Nielsen en su estudio. Otros tuvieron que pedirlos, y algunos fueron difíciles de conseguir. Siempre pensaron que era mejor que los objetos vinieran con sus propias historias. Esa fue una de las razones para ponderar los usados sobre los nuevos. La lista completa de donantes figura en una placa, incluida la familia Gotlib que regaló las luces que muestran el monumento por las noches.
Cada objeto fue manipulado para obtener vaciados en yeso o alginato, que a su vez fueron llenados con caucho de siliconas para lograr los moldes. Todo el proceso estuvo destinado a que el reconocimiento final de los objetos fuera inmediato y fácil.